# Atelopus mucubajiensis
Espèce
Statut de conservation UICN

 CR A2ace; B2ab(v) : 
En danger critique
Atelopus mucubajiensis est une espèce d'amphibiens de la famille des Bufonidae.

## Répartition
Cette espèce est endémique de l'État de Mérida au Venezuela. Elle se rencontre entre 2 300 et 3 500 m d'altitude sur le Páramo de Mucubají dans la Sierra de Santo Domingo dans la cordillère de Mérida.

## Étymologie
Son nom d'espèce, composé de mucubaji et du suffixe latin -ensis, « qui vit dans, qui habite », lui a été donné en référence au lieu de sa découverte, le lac de Mucubají.

## Publication originale
- Rivero, 1974 "1972" : On Atelopus oxyrhynchus Boulenger (Amphibia, Salientia), with description of a new race and a related new species from the Venezuelan paramos. Boletin Sociedad Venezolana Ciencias Naturales, vol. 29, p. 600-612.